# NGC 924
NGC 924 ist eine Linsenförmige Galaxie vom Hubble-Typ S0 im Sternbild Widder auf der Ekliptik. Sie ist schätzungsweise 203 Millionen Lichtjahre von der Milchstraße entfernt und hat einen Durchmesser von etwa 130.000 Lichtjahren. Vom Sonnensystem aus entfernt sich die Galaxie mit einer errechneten Radialgeschwindigkeit von näherungsweise 4.500 Kilometern pro Sekunde.
Sie gilt als Mitglied der elf Galaxien zählenden NGC 976-Gruppe LGG 61 um. Im selben Himmelsareal befinden sich außerdem unter anderem die Galaxien NGC 930, PGC 9313, PGC 212977, PGC 3089945.
Das Objekt wurde von dem deutsch-britischen Astronomen Wilhelm Herschel am 29. November 1785 mithilfe eines 18,7-Zoll-Teleskops entdeckt.